# Pyrausta demantrialis
Pyrausta demantrialis là một loài bướm đêm trong họ Crambidae.